# Popobius orronus
Popobius orronus är en mångfotingart som beskrevs av Chamberlin 1941. Popobius orronus ingår i släktet Popobius och familjen stenkrypare. Inga underarter finns listade i Catalogue of Life.